# Jérôme Cousin
Jérôme Cousin (Saint-Sébastien-sur-Loire, Loira Atlàntic, 5 de juny de 1989), és un ciclista francès, professional des del 2011 fins al 2021.
Del seu palmarès destaca el Tour de Normandia de 2012.

## Palmarès en ruta
- 2008
  - 1r al Circuit des Vignes
  - 1r a la Loire-Atlantique sub-23
- 2009
  - 1r als Boucles Catalans
- 2010
  - 1r a la Chambord-Vailly
  - Vencedor d'una etapa a la Ronda de l'Isard d'Arieja
  - Vencedor d'una etapa al Circuit des plages vendéennes
- 2012
  - 1r al Tour de Normandia i vencedor d'una etapa
  - Vencedor d'una etapa al Roine-Alps Isera Tour
- 2013
  - Vencedor d'una etapa a l'Étoile de Bessèges
- 2018
  - Vencedor d'una etapa a la París-Niça

### Resultats al Tour de França
- 2013. 156è de la classificació general
- 2016. 121è de la classificació general
- 2018. 93è de la classificació general
- 2020. Fora de control (16a etapa)

### Resultats a la Volta a Espanya
- 2014. 78è de la classificació general
- 2015. 73è de la classificació general
- 2016. 129è de la classificació general

## Palmarès en pista
- 2008
  -  Campió de França sub-23 en persecució
  -  Campió de França en persecució per equips
  - 1r als Tres dies d'Aigle (amb Damien Gaudin)
- 2009
  -  Campió de França sub-23 en persecució
  -  Campió de França en persecució per equips